# Női 10 méteres szinkronugrás a 2018-as úszó-Európa-bajnokságon
A 2018-as úszó-Európa-bajnokságon a műugrás női szinkron 10 méteres versenyszámának fináléját augusztus 7-én délután rendezték a Royal Commonwealth Poolban.

## Versenynaptár
Az időpontok helyi idő szerint olvashatóak (GMT +00:00).
| Dátum                    | Időpont | Forduló |
| ------------------------ | ------- | ------- |
| 2018. augusztus 7., kedd | 13:30   | Döntő   |

## Eredmény
| # | Versenyző                                   | Ország                   | Pontok | Pontok | Pontok | Pontok | Pontok | Pontok |
| # | Versenyző                                   | Ország                   | F1     | F2     | F3     | F4     | F5     | Össz.  |
| - | ------------------------------------------- | ------------------------ | ------ | ------ | ------ | ------ | ------ | ------ |
|   | Eden Cheng / Lois Toulson                   | Egyesült Királyság (GBR) | 49,80  | 41,40  | 60,30  | 69,12  | 69,12  | 289,74 |
|   | Jekatyerina Beljajeva / Julija Tyimosinyina | Oroszország (RUS)        | 49,80  | 48,60  | 55,80  | 72,96  | 61,44  | 288,60 |
|   | Maria Kurjo / Elena Wassen                  | Németország (GER)        | 49,20  | 49,20  | 63,90  | 60,90  | 61,44  | 284,64 |
| 4 | Bátki Noémi / Chiara Pellacani              | Olaszország (ITA)        | 46,20  | 45,60  | 64,80  | 60,48  | 59,52  | 276,60 |
| 5 | Valeriia Liulko / Szofija Liszkun           | Ukrajna (UKR)            | 46,80  | 45,60  | 61,44  | 57,60  | 51,84  | 263,28 |
| 6 | Anne Vilde Tuxen / Helle Tuxen              | Norvégia (NOR)           | 44,40  | 36,60  | 62,64  | 48,72  | 48,60  | 240,96 |
| 7 | Ellen Ek / Isabelle Svantesson              | Svédország (SWE)         | 39,00  | 40,20  | 52,92  | 48,60  | 33,93  | 214,65 |